# Mossi
Los mossi son un grupo étnico gur originario del actual Burkina Faso, principalmente de la cuenca del río Volta. Son el grupo étnico más numeroso de Burkina Faso, ya que constituyen el 52% de la población, es decir, unos 11,1 millones de personas. El otro 48% de la población de Burkina Faso está compuesto por más de sesenta grupos étnicos, principalmente los gurunsi, senufo, lobi, bobo y fulani. Los mossi hablan la lengua mòoré.

## Historia
El pueblo mossi es originario de Burkina Faso, aunque un número significativo de mossi vive en países vecinos como Benín, Costa de Marfil, Ghana, Malí y Togo. En 2022, la población estimada de Burkina Faso era de más de veinte millones de habitantes, de los cuales más de once millones eran mossis. Otros dos millones de mossis viven en Costa de Marfil.

### Orígenes
Según la tradición oral, los mossi proceden del matrimonio de una princesa dagomba, Yennenga, y un cazador mandé. Yennenga era una princesa guerrera, hija de un rey Dagbon, Naa Gbewaa, del actual norte de Ghana. La tumba de Gbewaa se encuentra en Pusiga, en la región del Alto Este de Ghana. La historia cuenta que, mientras exploraba su reino a caballo, se perdió y fue rescatada por Rialé, un solitario cazador mandé. Se casaron y tuvieron un hijo, Ouedraogo, reconocido como el padre de los mossi.
A pesar del estatus de leyenda, contiene información histórica cierta: los mossi son originarios de un grupo ashanti, una población ghanesa compuesta de muchos subgrupos. Los mossi también son descendientes directos del pueblo dagomba, que también vive en el este de Ghana con capital en Tamale.

### Imperio Mossi
Aunque existen registros mossi, principalmente escritos en escritura ajami, la historia del pueblo mossi se ha conservado en gran parte por tradición oral. Por ello, es imposible asignar fechas precisas a su origen. No obstante, los historiadores sitúan el comienzo de su existencia como Estado en el siglo XI. Gracias a su dominio del caballo, los mossi lograron conquistar una vasta extensión de territorio, crearon un próspero imperio y mantuvieron la paz en la región hasta que los reinos mossi fueron conquistados por los franceses. La expansión del imperio mossi se detuvo en el siglo XIX con el inicio de la colonización intensiva por parte de los franceses.

### Época colonial
La dominación francesa afectó a la sociedad mossi y debilitó el poder del emperador mossi, el Mogho Naaba. A pesar de la colonización, el Mogho Naaba gozó de cierta autoridad sobre los mossi durante el periodo colonial francés. Hoy se le consulta para tomar decisiones cruciales, especialmente las que afectan al destino de la sociedad. Dos grandes acontecimientos afectaron al estatus del Mogho Naaba durante la colonización:
- Durante la fase inicial de la invasión francesa, se retiró al reino mamprusi, con el que los mogoles siempre han mantenido relaciones fraternales.
- En 1896, el mogho Naaba aceptó el protectorado francés.

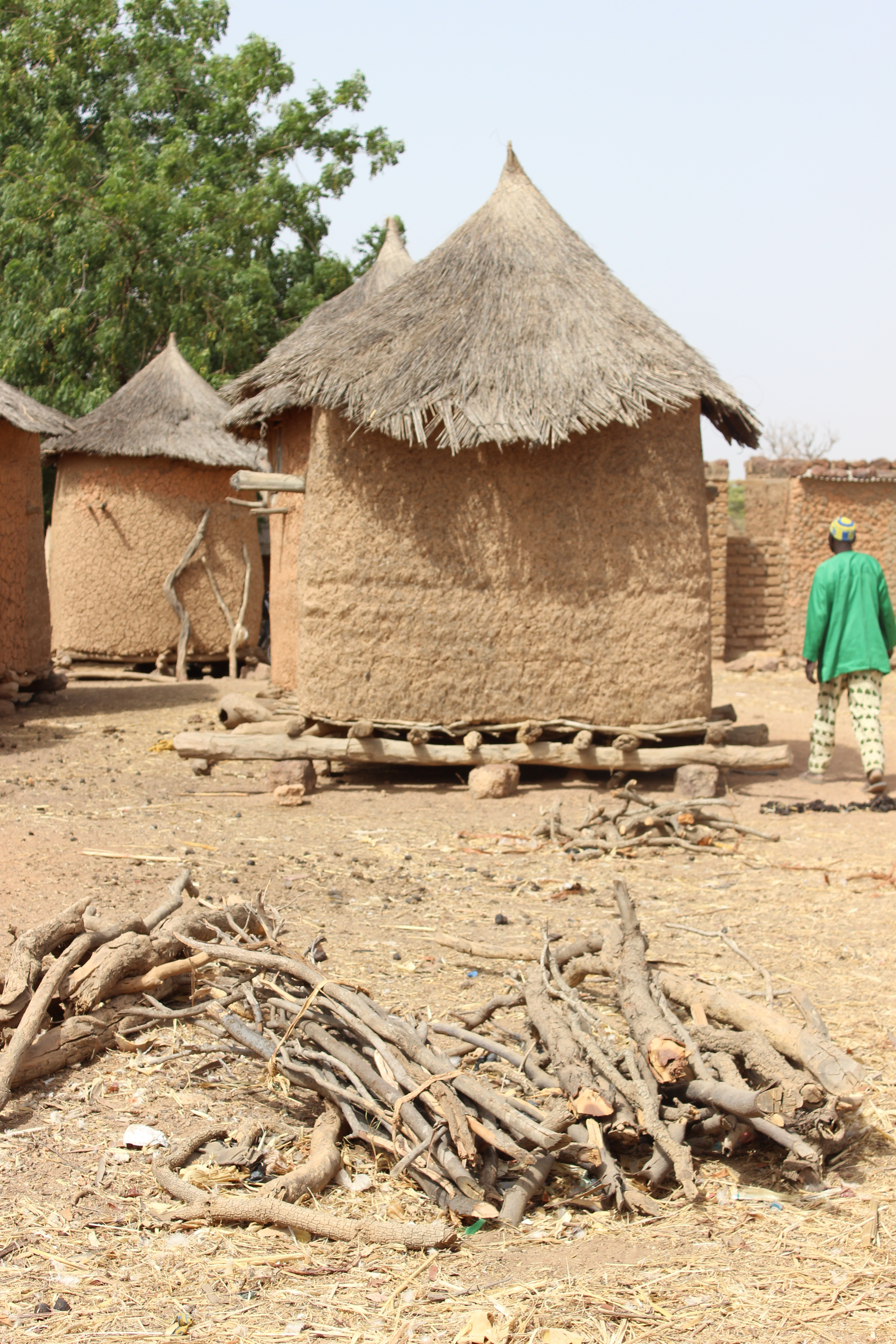
Hábitat tradicional mossi en Kiripalogo

Los mossi y otros pueblos desempeñaron un papel importante en el ejército francés durante la Segunda Guerra Mundial. Formaban parte del cuerpo de las tropas militares del África Occidental francesa, conocido en francés como Tirailleurs Sénégalais.

## Organización de la sociedad mossi
Los mossi han organizado su sociedad según un proceso jerárquico original en el que la familia y el Estado son los elementos clave. El pueblo mossi es muy heterogéneo. Cuando los jinetes invadieron desde el sur crearon una clase política o gobernante, llamada Nakomse (sing. Nakoambga), y una clase espiritual llamada Tengabisi. Todos los jefes proceden de la clase dirigente. Los Tengabisi incluyen a los Saya (herreros), Nyonyose (agricultores), Yarse (tejedores y comerciantes) y otros.
Los orígenes de los nyonyose son diversos. En el norte, sus antepasados eran dogón y kurumba. En el suroeste sus antepasados eran lela, nuna, sisala y otros. Y en el extremo oriental eran gurmantche. Estos pueblos se unieron en una nueva etnia llamada Mossi hacia 1500.
Es un error describir una "tribu nyonyosé" o el "arte de los nyonyosé" porque los nyonyosé no existen fuera de la sociedad mossi. Todos los nyonyosé son mossi. Al mismo tiempo, es un error suponer que todos los segmentos de la sociedad mossi son culturalmente idénticos, ya que las diferencias entre los nakomsé y los tengabisi son notables. Sólo los Tengabisi (clase política) utilizan máscaras, y sólo los Nakomsé (clase espiritual) utilizan figuras en el contexto de celebraciones políticas.

### Mogho Naaba y los Nakomse
El cargo más alto de la sociedad mossi es el de Mogho Naaba, al que se confiere el poder ejecutivo. La función del Mogho Naaba es gobernar a toda la población y proteger el reino. Vive en Uagadugú, capital histórica del Imperio Mossi y actual capital de Burkina Faso. Aunque la dinámica política del país ha cambiado, el Mogho Naaba es reconocido por su pueblo y goza de gran autoridad.
Tras el Mogho Naaba se sitúan los nobles, Nakomse (gente de poder), que son todos de la familia del Mogho Naaba, ya sean hermanos, hermanas, primos u otros. Todos los dignatarios proceden de la familia del Mogho Naaba. A los nakomse se les suelen asignar territorios en el reino como gobernaciones y gobiernan en nombre del Mogho Naaba. Como en el pasado, el Mogho Naaba necesita el apoyo de los antiguos, sus súbditos nyon-nyonse (o gnon-gnon-sse) para ejercer plenamente su poder. Los nyon-nyonse son los pueblos que vivían en las regiones controladas por los mossi antes que éstos.
La sociedad mossi se divide verticalmente en dos grandes segmentos: los descendientes de los jinetes que conquistaron los pueblos de la meseta mossi se denominan nakomse, y todos los napa (reyes) mossi proceden exclusivamente de la clase nakomse. Estos pueblos utilizan figuras como arte político para validar su dominio sobre los pueblos que conquistaron. Los descendientes de los antiguos pueblos agricultores que habían ocupado la tierra desde el principio de los tiempos y que, por derecho de primera ocupación, eran y son los propietarios de la tierra se llaman los Tengabisi (gente de la tierra). Estos Tengabisi pueden dividirse a su vez en grupos de herreros (Saya), grupos de comerciantes (Yarse) y, sobre todo, grupos de agricultores (Nyonyose). En general, los herreros y los comerciantes no utilizan máscaras, pero los nyonyose son los principales fabricantes y usuarios de máscaras en la sociedad mossi.

### Artesanos y ciudadanos de a pie

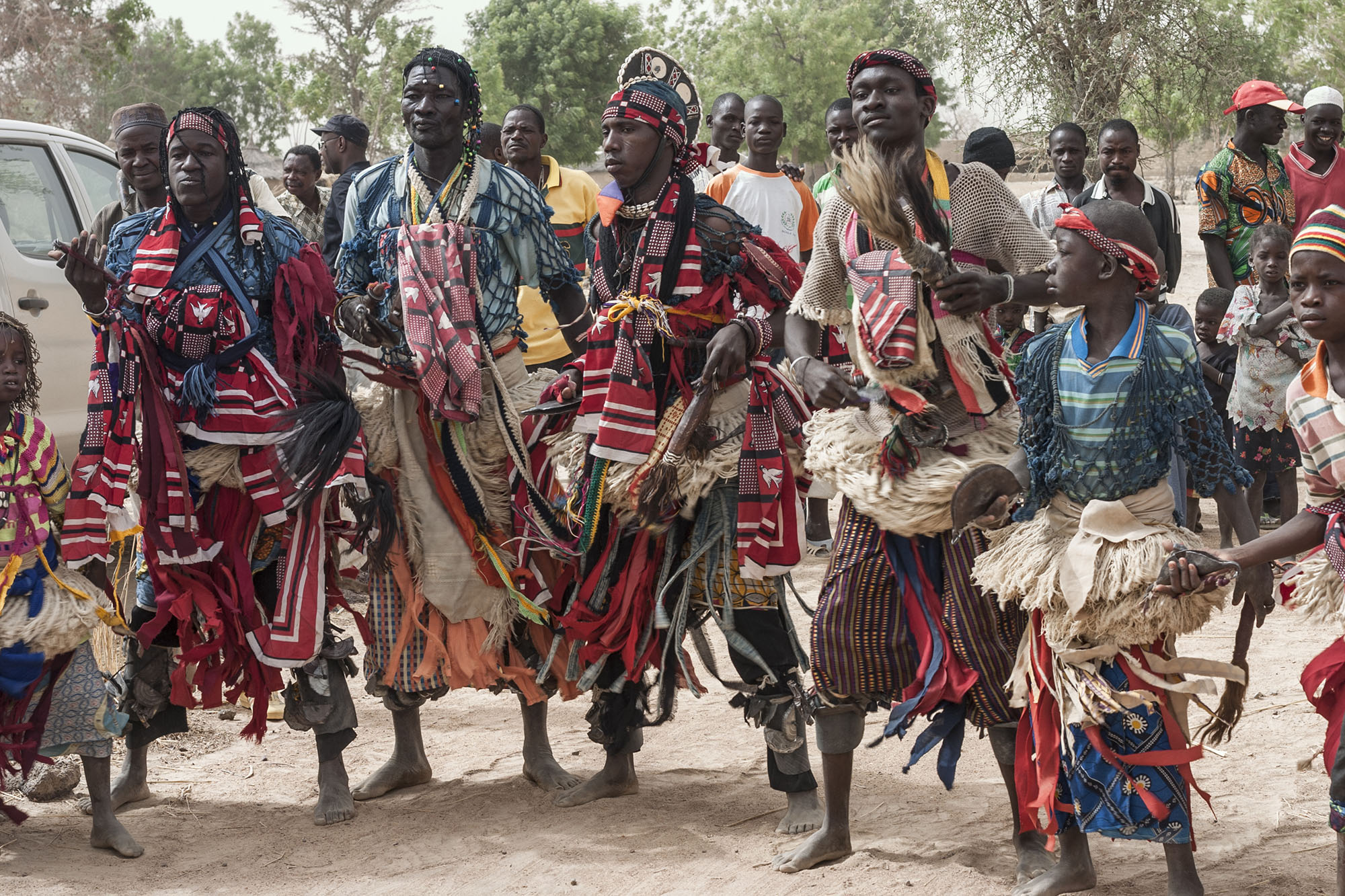
Grupo de danza mossi

Constituyen la mayor parte de la población y son todos súbditos del emperador. Estos dos grupos están generalmente fusionados, pero tienen subdivisiones internas, cada una con su propia familia gobernante; realizan ceremonias y otros actos importantes. Los mossis suelen identificarse con grupos. De ahí que, a todos los niveles, exista una jerarquía en la sociedad mossi. En la vida cotidiana, la jerarquía familiar es la más importante, y la familia suele asociarse directamente con la noción de jerarquía para los mossi.
Mogonaba fue lo que le dijeron a Leo Frobenius que era el término apropiado para referirse al emperador de los mossi en Wagadugu cuando visitó el país en 1904-1966. Elaboró un informe que causó incredulidad en Europa, ya que nunca se había considerado que los africanos fueran socialmente como los europeos. En la década de 1960, el historiador Elliott P. Skinner realizó una importante contribución, al escribir extensamente sobre la sofisticación de los sistemas políticos mossi en The Mossi of the Upper Volta: The Political Development of a Sudanese People (Los mossi del Alto Volta: el desarrollo político de un pueblo sudanés). Fue en una época en la que muchos países africanos accedían a la independencia, y Skinner insistió en que los pueblos africanos estaban claramente capacitados para gobernarse a sí mismos.

## Valores lingüísticos y culturales
La identidad y los valores de grupo dentro de los mossi y en contraste con otros grupos étnicos están ligados ante todo a la lengua.

### Lengua mossi
Los mossi hablan la lengua mooré, del grupo de lenguas oti-volta occidentales, subgrupo del noroeste. Se habla en Burkina Faso, Ghana y Costa de Marfil. Este grupo lingüístico forma parte de un conjunto más amplio, las lenguas gur, pertenecientes a la familia Níger-Congo. En la lengua hay algunos dialectos basados principalmente en la región. Por ejemplo, hay un dialecto hablado en Yatenga (Ouahigouya), otro dialecto distinto en la región norte, un tercero en el sureste en Koupela, diferente de un cuarto dialecto en la misma región llamado Tenkodogo. A pesar de estas diferencias regionales, los dialectos son mutuamente inteligibles.

### Valores culturales
Según las explicaciones de Marie Tapsoba, de etnia mossi, antigua consejera cultural de la embajada de Burkina en Senegal, la cultura mossi puede dividirse en cuatro grandes valores característicos de la etnia.

### Actitud hacia los antepasados
Se cree que los antepasados han llegado a un mundo mejor desde el que pueden influir en la vida terrestre. Pueden ayudar o castigar a sus descendientes en función de su comportamiento. Los antepasados son también los jueces que tienen el poder de permitir que un descendiente entre en el "panteón de los antepasados". Si un antepasado decide denegar la entrada, el alma del desautorizado queda condenada a correr al azar por toda la eternidad. Debido a estas creencias, los mossi juran por sus antepasados o por la tierra; cuando lo hacen (lo que sólo ocurre en situaciones extremas), es algo más que simbólico: es una llamada a la justicia inminente.

### La tierra
La tierra está relacionada con los antepasados, siendo una vía por la que se puede acceder a ellos. Incluso hoy en día, esta noción confiere un valor único a la tierra en el pensamiento mossi. La tierra se considera mucho más que simple polvo y tiene una dimensión espiritual. La vida de un mossi depende de su tierra y esta es esencial para el asentamiento familiar.

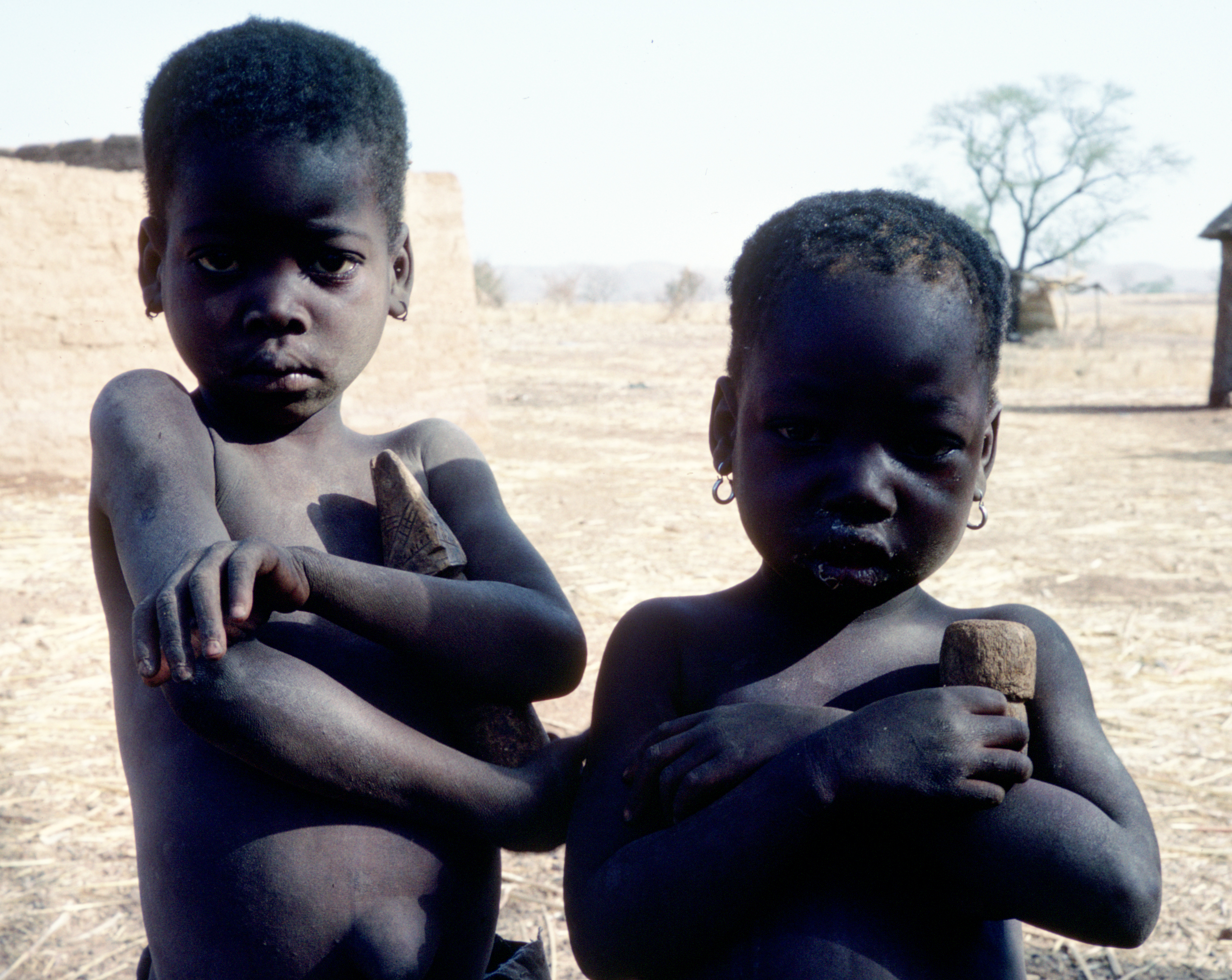
Dos niñas mossi fotografiadas en 1976 sosteniendo sus muñecas.

### La familia
La familia es un elemento cultural esencial de los mossi, que tienen en gran estima el colectivismo. El individualismo no existe en la cultura tradicional mossi: las acciones y comportamientos de uno siempre se consideran características de su familia. Para hacer algo siempre hay que preguntar a un mayor. En consecuencia, se espera que todos actúen en nombre de su familia. Así, la familia es la entidad más pequeña de la sociedad mossi. La herencia es patrilineal, transmitida de padre a hijos. Sin embargo, cuando un hombre no tiene hijos, las mujeres pueden heredar de sus maridos e incluso de su padre.
Jerarquía
La jerarquía es un concepto fundamental para los mossi y omnipresente en su cultura. La familia está organizada como un reino con su rey -el marido y padre-, su consejera -la mujer- y el pueblo -los hijos-. Los tíos desempeñan un papel importante en la educación y crianza de los hijos.

## Fiestas y acontecimientos tradicionales y culturales
Las ceremonias y celebraciones marcan el ritmo de la vida de los mossi, y cada celebración tiene sus particularidades. A través de ellas, la comunidad expresa alegría o sufrimiento, o simplemente cumple con los deberes para con la memoria de los antepasados.

### Corte de Mogho Naaba
La ceremonia de la corte Mogho Naaba de los viernes tiene su origen en un suceso ocurrido cuando la hermana del Moro Naba huyó hacia el norte, a la tierra de Yadega, el reino llamado Yatenga. En su huida hacia el norte, llevaba consigo todos los amuletos de poder, o nam. El moro Naba tuvo que decidir si seguirla y recuperar sus objetos sagrados de poder o quedarse atrás para gobernar a su pueblo. Tres veces abandonó su palacio para montar un caballo blanco, y tres veces regresó al palacio. Al final no persiguió a su hermana, y hasta hoy los reyes de Yatenga afirman que ostentan el poder del gobierno mossi.
El segmento político de la sociedad mossi, los nakomse (singular Nakoambga), utilizan el arte para validar su gobierno. Las bridas, las sillas de montar, los estribos y otros objetos asociados al caballo son muy importantes. Además, los jefes mossi utilizan figuras de madera tallada para representar a sus antepasados reales. Estas figuras se exhiben cada año en los festivales reales llamados na possum, cuando los jefes de cada hogar de la comunidad reafirman su lealtad y fidelidad al jefe.

### Máscaras mossi

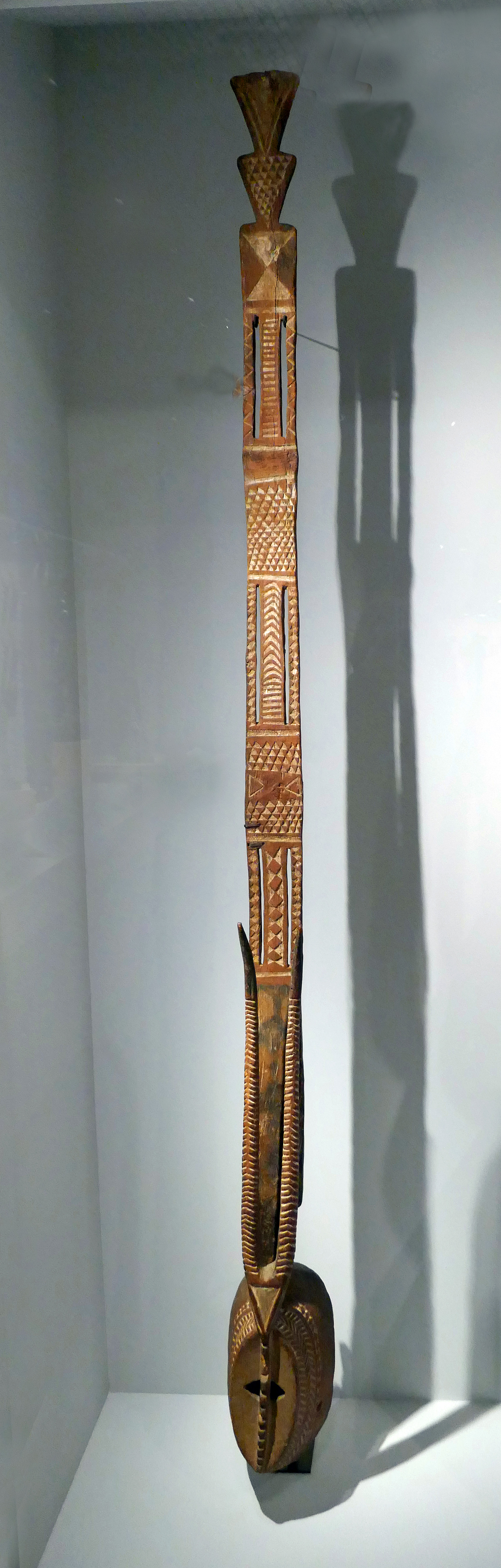
Máscara Mossi Karanga. Finales del -principios del. Madera y pigmentos. Región de Yatenga (Burkina Faso). Museo de Quai Branly-Jacques Chirac. Objeto presentado en el marco de la exposición Helena Rubinstein. La collection de Madame au musée du quai Branly-Jacques Chirac.

Los nyonyose (antiguos agricultores y segmento espiritual de la sociedad mossi) utilizan máscaras en sus observancias religiosas y rituales. Los nakomse (clase de los jefes) no utilizan máscaras. Las máscaras en las iniciaciones y los funerales son típicas de todos los pueblos de habla voltaica o gur, incluidos los nyonyose, los lela, los winiama, los nouna, los bwaba y los dogón. Las máscaras aparecen en los entierros para velar, en nombre de los antepasados, por que se lleven a cabo los procedimientos adecuados. Aparecen en los servicios funerarios o conmemorativos que se celebran a intervalos regulares durante los años posteriores a la muerte de un anciano. Las máscaras acuden para honrar al difunto y verificar que su espíritu merece ser admitido en el mundo de los antepasados. Sin un funeral apropiado, el espíritu permanece cerca del hogar y causa problemas a sus descendientes.
Las máscaras se tallan en la madera de la ceiba pentandra, el falso ceibo. Están talladas en tres estilos principales que corresponden a los estilos del antiguo pueblo que fue conquistado en 1500 por los invasores nakomse e integrado en una nueva sociedad mossi:
- En el norte, las máscaras son tablas verticales con una cara redonda cóncava o convexa.
- En el suroeste, las máscaras representan animales como antílopes, búfalos de monte y criaturas extrañas, y están pintadas de rojo, blanco y negro.
- En el este, alrededor de Boulsa, las máscaras tienen altos postes sobre la cara a los que se sujeta la fibra.[10]

Las máscaras femeninas tienen dos pares de espejos redondos por ojos; las máscaras pequeñas, que representan a Yali ("el niño") tienen dos cuernos verticales. Todas las máscaras nyonyose se llevan con gruesos trajes hechos de fibra de cáñamo silvestre, Hibiscus cannabinus. Antiguamente, sólo los nyonyose del norte, en Yatenga y Kaya, y los del este, alrededor de Boulsa, permitían que se fotografiaran sus máscaras. Los habitantes del suroeste prohibían la fotografía porque no se ajustaba al yaaba soore, el camino de los antepasados.
Entre los personajes de las máscaras figuran Balinga, la mujer fulani; katre, la hiena; nyaka, el antílope pequeño; wan pelega, el antílope grande, y muchos otros. Las máscaras de las tres zonas aparecen en festivales públicos anuales como el Salón Internacional de la Artesanía de Uagadugú (SIAO), la Semana de la Cultura y las Noches Atípicas de Kudugú (Les Nuits Atypiques de Koudougou). Cada familia nyonyose tiene su propia máscara, y se encargan de protegerlas hasta el día de hoy. Las máscaras son muy sagradas y constituyen un vínculo con los espíritus de los antepasados y de la naturaleza.